# De Dikke Monnik
De Dikke Monnik (Engels: The Fat Friar) is een personage uit de Harry Potterboekenreeks van J.K. Rowling. Hij is de afdelingsgeest van Huffelpuf. Hij is een aardige, vergevensgezinde man.